# Korps Mariniers
Il Korps Mariniers è un'unità anfibia della Koninklijke Marine (Marina Militare dei Paesi Bassi). Ha il suo comando a Doorn. Dispone di una prontezza di impiego molto alta che le permette di essere rischierata in qualsiasi teatro operativo entro le 48 ore dalla chiamata. Il reparto ha un rapporto di collaborazione con gli omologhi britannici del Royal Marines.

## Fondazione
Il Corpo fu fondato come "Reggimento di Marina" il 10 dicembre 1665 durante la seconda guerra anglo-olandese dal Primo Ministro della Repubblica delle Sette Province Unite Johan de Witt e dall'ammiraglio Michiel de Ruyter. Il primo Comandante fu Willem Joseph van Ghent.
 
Il Reggimento si distinse durante il raid sul Medway, quando la flotta inglese venne distrutta in porto e la nave ammiraglia HMS Royal Charles fu catturata indenne e rimorchiata in Olanda.
Il moderno Korps Mariniers risale al 1814, ricevendo il suo nome attuale nel 1817.

## Unità
Del Korps Mariniers fanno parte le seguenti unità:
- 1 Mariniers infanteriebataljons – Doorn
- 2 Mariniers infanteriebataljons – Doorn
- 32e Compagnie – Aruba/Curaçao
- Surface Assault and Training Group (SATG) – Texel
- Netherlands Maritime Special Operations Forces (MARSOF) – Doorn

## Gradi del Korps Mariniers

### Ufficiali
| Codice NATO | OF-9               | OF-8            | OF-7            | OF-6    | OF-5              | OF-4   | OF-3     | OF-2             | OF-1             | OF-1 |
| ----------- | ------------------ | --------------- | --------------- | ------- | ----------------- | ------ | -------- | ---------------- | ---------------- | ---- |
| Paesi Bassi |                    |                 |                 |         |                   |        |          |                  |                  |      |
| Generaal    | Luitenant-generaal | Generaal-majoor | Brigadegeneraal | Kolonel | luitenant-kolonel | Majoor | Kapitein | Eerste luitenant | Tweede luitenant |      |

Il grado di maggiore dei fanti di marina è stato introdotto nel Korps Mariniers nel 1945.

### Sottufficiali e comuni
| Codice NATO           | OR-9            | OR-8     | OR-7      | OR-6      | OR-5                      | OR-4                      | OR-3                     | OR-2                     | OR-1 |
| --------------------- | --------------- | -------- | --------- | --------- | ------------------------- | ------------------------- | ------------------------ | ------------------------ | ---- |
| Paesi Bassi           |                 |          |           |           |                           |                           |                          |                          |      |
| Adjudant-onderofficer | Sergeant-majoor | Sergeant | Korporaal | Korporaal | Marinier der 1ste klasse2 | Marinier der 1ste klasse2 | Marinier der 2de klasse2 | Marinier der 3de klasse2 |      |